# Ritratto di Federico II Gonzaga (Francesco Francia)
Il Ritratto di Federico II Gonzaga è un dipinto a olio su tavola realizzato nel 1510 da Francesco Francia. Attualmente è conservato presso il Metropolitan Museum of Art di New York.

## Storia
Federico II Gonzaga nacque a Mantova nel 1500 dal marchese di Mantova Francesco II e da Isabella d'Este, e fu il primo ad essere investito, per volere dell'imperatore Carlo V, duca di Mantova. Nel 1509, nel corso delle guerre d'Italia del XVI secolo, Francesco II fu catturato nel veronese e condotto nelle carceri di Venezia. Fu liberato dopo un anno di prigionia e soltanto dopo aver inviato suo figlio Federico alla corte di papa Giulio II a Roma, come ostaggio politico. Sul finire del mese di luglio del 1510, il ragazzo fu quindi ceduto al papa. Al momento della consegna, avvenuta a Bologna, la tavola fu dipinta in soli dodici giorni da Francesco Francia, come dipinto commemorativo destinato alla madre Isabella: quest'ultima elogiò grandemente l'eccellente somiglianza, ma richiese che la capigliatura del figlio fosse di un colore più scuro.
La consegna del ragazzo come ostaggio comportò la subalternità dei Gonzaga nei confronti della Lega Santa, motivo per cui, nelle battaglie successive, la famiglia si schierò con la Lega e contro i suoi storici alleati, ossia il Regno di Francia e il Ducato di Ferrara degli Este. Nel 1511 Isabella d'Este commissionò al Francia un ulteriore ritratto, avente come soggetto se stessa. L'anno seguente diede ambedue le tavole a un suo conoscente a Ferrara, che le espose come opere complementari durante occasioni di ritrovo serali. Si ipotizza che tali momenti fossero strategici per Isabella, e si rivelassero fondamentali per curare la propria immagine pubblica, soprattutto in seguito al tradimento della sua terra natia.

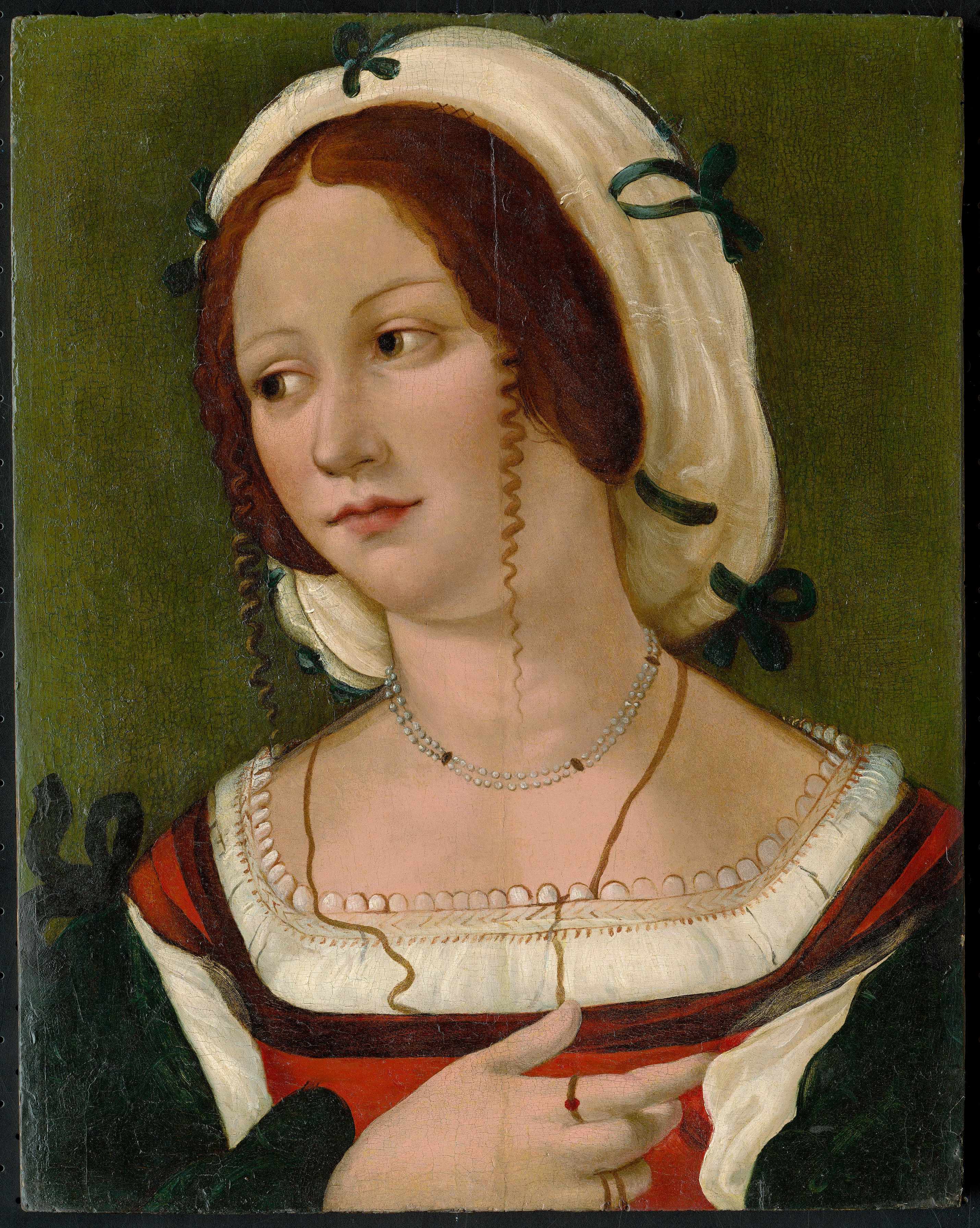
Il Ritratto probabile di Isabella d'Este, realizzato nel 1511 e conservato a Vienna.

Nel 1872, dopo essere appartenuto al generale Napoleone Giuseppe Carlo Paolo Bonaparte, il Ritratto di Federico II Gonzaga ricomparve in un'asta di Christie's a Londra, anche se fu identificato come tale soltanto nel 1903, da parte dello storico dell'arte Herbert Cook. Nel 1913, il dipinto entrò a far parte della collezione del Metropolitan Museum of Art come donazione dell'imprenditore e mecenate statunitense Benjamin Altman.

## Descrizione
Il ritratto raffigura un fanciullo con indosso un berretto e una veste, entrambi di colore nero. Piuttosto all'antica è la composizione, secondo cui la figura si trova dietro a una balaustra e con lo sfondo alle spalle. Il mezzo busto,  secondo lo schema ritrattistico di Francia, è quasi frontale, mentre la testa è di tre quarti, rivolta verso destra. I capelli biondo miele incorniciano il viso dagli occhi marroni, con le palpebre inferiori cadenti e le sopracciglia fortemente arcuate. Nonostante la sua giovane età, tiene nella sua mano destra l'impugnatura di una spada. Attorno al collo è visibile una preziosa catena d'oro, da cui pende una perla bianca, simbolo di innocenza. Sotto il nastro del copricapo è posta, invece, una medaglia. 
Sebbene sia stata trasferito da tavola a tela e di nuovo su tavola, il dipinto si presenta in condizioni eccellenti, frutto di un attento restauro. Sulla camicia, visibile in corrispondenza del colletto e delle maniche, si notano dei residui di una precedente doratura. Stilisticamente, il ritratto si colloca tra il gusto del Quattrocento (ne sono esempi lo sfondo e il nastro simmetrico sul berretto) e quello dell'Alto Rinascimento (a cui si riconducono le pieghe imprecise della camicia e i dettagli asimmetrici della veste). L'attribuzione al Francia, la data di realizzazione e il soggetto, ritratto all'età di 10 anni, sono considerati certi, grazie a numerose lettere che confermano tali aspetti.